# Necrobiosis lipoidica
Necrobiosis lipoidica diabeticorum of de ziekte van Oppenheim-Urbach, ook wel afgekort tot NL(D), is een weinig bekende vorm van ontsteking van het bindweefsel in de lederhuid. 

## Symptomen
Het gaat om een of enkele plekken, meestal op de schenen. In de typische vorm is er een dofrode rand en een oranje gekleurd (door dermatologen als applejellykleur genoemd als je er met de vinger op drukt), wat ingezonken centrum met bloedvaatjes (teleangiëctasieën) en verlittekening (sclerose). 

## Histologie
Bij histologisch onderzoek zijn granulomen te zien, waarbij het collageen (type bindweefselvezels) degenereert (net als bij granuloma anulare, maar de ontstekingen zijn dieper in de huid gelegen). Er worden geen bacteriën of andere micro-organismen aangetroffen, zodat onbekend is waardoor de ontsteking ontstaat (men denkt dat het door een huid-trauma kan ontstaan). 

## Beloop
Vaak als deze ziekte zich op een scheenbeen (of ander lichaamsdeel) bevindt is de kans heel groot dat de ziekte zich ook op het andere scheenbeen zal ontplooien en verder uitbreiden; vaak is het een bilaterale aandoening. Necrobiosis lipoidica is een huidziekte die nooit zal stoppen en is nog ongeneesbaar. Deze huidziekte kent tijden van rust en activiteit. De aangetaste huid is erg fragiel omdat er nog maar 1 huidlaag resteert (littekenweefsel)en is dus heel makkelijk open te "stoten". Niet goed behandelen levert al snel infecties op en daardoor kunnen er permanente gaten door ontstaan.
Bij openstoten zilversulfadiazine is het zaak een zalf dik erop smeren met gaasverband en dit blijven doen tot gehele gaten zijn gesloten.
Als de necrobiosis lipoidica actief is zal deze zich uitbreiden. Vaak is het een nieuw rood puntje (kleine ontsteking) dat langzaam groter wordt, waarnaar het grotere oppervlak zich dan uitbreidt. Tegendruk van goede (medische) steunkousen kan het uitbreidingsproces vertragen.

## Risicofactoren
Een groot deel van de patiënten met necrobiosis lipoidica heeft suikerziekte, of ontwikkelt dit binnen enkele jaren. 

## Behandeling
Behandeling gebeurt vooral met lokale ontstekingsremmende therapie: corticosteroïden als zalf of per injectie, tacrolimus-zalf, bij zeer resistente vorm van necrobiosis lipoidica kan clofazimine of Dapson een uitkomst zijn, lichtbehandeling (gel-PUVA) is meestal laatste "redmiddel" als andere therapieën niet (meer) werken.